# Zawrocie-Nowiny
Zawrocie-Nowiny – wieś sołecka w Polsce położona w województwie podlaskim, w powiecie wysokomazowieckim, w gminie Wysokie Mazowieckie.
W latach 1975–1998 miejscowość administracyjnie należała do województwa łomżyńskiego.
Wierni kościoła rzymskokatolickiego należą do parafii św. Jana Chrzciciela w Wysokiem Mazowieckiem.

## Historia

### MajątekZawrociealiasWysokie Mazowieckie
Majątek Zawrocie to resztówka dawnych Dóbr Wysokie Mazowieckie, w skład których wchodziły folwarki: Bryki, Osipy i Wandzin.  W roku 1827 naliczono tu 12 domów i 105 mieszkańców.
Do 1863 r. należał do Fiszerów. Po rozsiekaniu właściciela przez Kozaków ziemia ta zmieniała właścicieli. Byli wśród nich także Żydzi.
Pod koniec XIX w. wieś i folwark Zawrócie należały do powiatu mazowieckiego, gmina i parafia Wysokie Mazowieckie. Powierzchnia gruntów rolnych wynosiła 3893 morgów. Mieszkała tu drobna szlachta oraz włościanie. Przy folwarku: gorzelnia, browar i destylarnia. Tutejszy folwark wraz z przylegającym Reży wchodził w skład tzw. dóbr Wysokie.
Na początku XX w. folwark kupił Henryk Łączyński, który w 1917 r. odprzedał 330 ha użytków rolnych Marianowi Kiełczewskiemu. 300 ha lasu kupiła spółka tutejszych Żydów. Pa całkowitym wyrąbaniu lasu, grunty poleśne wydzierżawiono pobliskim rolnikom na pastwiska. Marian Kiełczewski zmarł w 1933 r.  Drogą spadku majątek przeszedł na dzieci: Zygmunta, Bohdana i Marię.
W roku 1921 w folwarku Zawrocie-Wysokie Mazowieckie było 10 budynków z przeznaczeniem mieszkalnym i 155 mieszkańców (55 mężczyzn i 100 kobiet). Narodowość polską zgłosiło 138 osób, 16 białoruską, a 1 inną.
W 1944 r. majątek został w części rozparcelowany. Spory kawałek ziemi zajęto pod lotnisko polowe. W południowej części rozrosło się miasto Wysokie Mazowieckie. Na obszarze zajętym pod zabudowania dworskie zbudowano Zakłady Przetwórstwa Owocowo-Warzywnego.

### Wieś Zawrocie-Nowiny
Miejsce gdzie współcześnie znajduje się wieś Zawrocie-Nowiny stanowiło niegdyś część majątku ziemskiego Zawrocie. W połowie XIX w. rozciągał się tam las. Na przełomie XIX i XX w. las przejęli Żydzi z Wysokiego Mazowieckiego, wycięli go i rozparcelowali. Zawrocie-Nowiny powstały na przełomie lat 20. i 30. XX w. Na mapie z 1935 r. wyszczególniono tu 6 domów.
W 2007 r. mieszkały tu 23 osoby.